# 転身
| ウィキペディアには「転身」という見出しの百科事典記事はありません（タイトルに「転身」を含むページの一覧/「転身」で始まるページの一覧）。 代わりにウィクショナリーのページ「転身」が役に立つかもしれません。 |